# Jantetelco
Jantetelco egy település Mexikó Morelos államának keleti részén, lakossága 2010-ben meghaladta a 2200 főt.

## Földrajz
A település Morelos állam keleti, azon belül Jantetelco község északi részén fekszik a Popocatépetl déli lejtőjén, így területe északról délre lassan lejt. Környezete teljes egészében mezőgazdasági művelés alatt áll. Az éves átlaghőmérséklet 20–24 °C, a csapadék mennyisége 800–1000 mm körüli.

## Népesség
A település népessége a közelmúltban egy időszaktól eltekintve folyamatosan növekedett:
| Év   | Lakosság |
| ---- | -------- |
| 1990 | 3474     |
| 1995 | 3969     |
| 2000 | 4178     |
| 2005 | 4019     |
| 2010 | 4645     |

## Története
Neve a navatl nyelvből származik: a xamitl jelentése vályog, a tetel-li hegyfokot jelent, míg a szó végi co egy helynévképző.
A vidék a spanyolok megérkezése előtt Oaxtepec területéhez tartozott, az itteniek a Mexikói-völgy népeinek fizettek adót. A gyarmati időkben a Jantetelco a Cuautla de Amilpas-i alcaldía mayor része volt.
1807-től Jantetelcóban volt pap Mariano Matamoros, aki később a mexikói függetlenségi háború egyik hősévé vált, miután 1811-ben Izúcarban helyi birtokosok egy csapatával harcra jelentkezett José María Morelos tábornoknál. 1874-ben, amikor a település villa rangra emelkedett, az ő tiszteletére keresztelték át Jantetelco de Matamorosra. 1885. október 30-án a szobát, ahol Matamoros élt, nyilvános műemlékké nyilvánították.

## Turizmus, látnivalók
A település leghíresebb látnivalója (régi templomok mellett) a történeti múzeum, amit Mariano Matamoros függetlenségi hős egykori szobájában rendeztek be. A közelben található a Chalcatzingo régészeti lelőhely is.